# Nottingham Open
Nottingham Open, dawniej The Slazenger Open – kobiecy turniej tenisowy kategorii WTA 250 zaliczany do cyklu WTA Tour oraz męski turniej tenisowy kategorii ATP World Tour 250 zaliczany do cyklu ATP World Tour. Rozgrywany na kortach trawiastych w brytyjskim Nottingham od 1982 roku.
Pierwsza edycja turnieju mężczyzn odbyła się w 1970 roku. W latach 1971–1972 oraz 1978–1994 zawody mężczyzn nie były rozgrywane. W latach 1995–2008 rywalizowali tu mężczyźni, by w 2009 roku przenieść się do Eastbourne. Turniej ponownie zagościł w Nottingham w 2015 roku, powracając z Eastbourne.
Kobiety rozgrywały swoje mecze w Nottingham w latach 1971–1973. Zawody kobiet wznowione zostały w 2015 roku.

## Mecze finałowe

### Gra pojedyncza mężczyzn
| Rok     | Mistrz                              | Finalista                           | Wynik                               |
| 2017–   | Rozgrywany jako ATP Challenger Tour | Rozgrywany jako ATP Challenger Tour | Rozgrywany jako ATP Challenger Tour |
| 2016    | Steve Johnson                       | Pablo Cuevas                        | 7:6(5), 7:5                         |
| 2015    | Denis Istomin                       | Sam Querrey                         | 7:6(1), 7:6(6)                      |
| 2011–14 | Rozgrywany jako ATP Challenger Tour | Rozgrywany jako ATP Challenger Tour | Rozgrywany jako ATP Challenger Tour |
| 2009–10 | Nie rozgrywano                      | Nie rozgrywano                      | Nie rozgrywano                      |
| 2008    | Ivo Karlović                        | Fernando Verdasco                   | 7:5, 6:7(4), 7:6(8)                 |
| 2007    | Ivo Karlović                        | Arnaud Clément                      | 3:6, 6:4, 6:4                       |
| 2006    | Richard Gasquet                     | Jonas Björkman                      | 6:4, 6:3                            |
| 2005    | Richard Gasquet                     | Maks Mirny                          | 6:2, 6:3                            |
| 2004    | Paradorn Srichaphan                 | Thomas Johansson                    | 1:6, 7:6(4), 6:3                    |
| 2003    | Greg Rusedski                       | Mardy Fish                          | 6:3, 6:2                            |
| 2002    | Jonas Björkman                      | Wayne Arthurs                       | 6:2, 6:7(5), 6:2                    |
| 2001    | Thomas Johansson                    | Harel Lewi                          | 7:5, 6:3                            |
| 2000    | Sébastien Grosjean                  | Byron Black                         | 7:6(7), 6:3                         |
| 1999    | Cédric Pioline                      | Kevin Ullyett                       | 6:3, 7:5                            |
| 1998    | Jonas Björkman                      | Byron Black                         | 6:3, 6:2                            |
| 1997    | Greg Rusedski                       | Karol Kučera                        | 6:4, 7:5                            |
| 1996    | Jan Siemerink                       | Sandon Stolle                       | 6:3, 7:6(0)                         |
| 1995    | Javier Frana                        | Todd Woodbridge                     | 7:6(4), 6:3                         |

### Gra podwójna mężczyzn
| Rok     | Mistrzowie                          | Finaliści                           | Wynik                               |
| 2017–   | Rozgrywany jako ATP Challenger Tour | Rozgrywany jako ATP Challenger Tour | Rozgrywany jako ATP Challenger Tour |
| 2016    | Dominic Inglot Daniel Nestor        | Ivan Dodig Marcelo Melo             | 7:5, 7:6(4)                         |
| 2015    | Chris Guccione André Sá             | Pablo Cuevas David Marrero          | 6:2, 7:5                            |
| 2011–14 | Rozgrywany jako ATP Challenger Tour | Rozgrywany jako ATP Challenger Tour | Rozgrywany jako ATP Challenger Tour |
| 2009–10 | Nie rozgrywano                      | Nie rozgrywano                      | Nie rozgrywano                      |
| 2008    | Bruno Soares Kevin Ullyett          | Jeff Coetzee Jamie Murray           | 6:2, 7:6(5)                         |
| 2007    | Jamie Murray Eric Butorac           | Joshua Goodall Ross Hutchins        | 4:6, 6:3, 10–5                      |
| 2006    | Jonatan Erlich Andy Ram             | Igor Kunicyn Dmitrij Tursunow       | 6:3, 6:2                            |
| 2005    | Jonatan Erlich Andy Ram             | Simon Aspelin Todd Perry            | 4:6, 6:3, 7:5                       |
| 2004    | Paul Hanley Todd Woodbridge         | Rick Leach Brian MacPhie            | 6:4, 6:3                            |
| 2003    | Bob Bryan Mike Bryan                | Joshua Eagle Jared Palmer           | 7:6(3), 4:6, 7:6(4)                 |
| 2002    | Mike Bryan Mark Knowles             | Donald Johnson Jared Palmer         | 0:6, 7:6(3), 6:4                    |
| 2001    | Donald Johnson Jared Palmer         | Paul Hanley Andrew Kratzmann        | 6:4, 6:2                            |
| 2000    | Piet Norval Donald Johnson          | Ellis Ferreira Rick Leach           | 1:6, 6:4, 6:3                       |
| 1999    | Patrick Galbraith Justin Gimelstob  | Marius Barnard Brent Haygarth       | 5:7, 7:5, 6:3                       |
| 1998    | Justin Gimelstob Byron Talbot       | Sébastien Lareau Daniel Nestor      | 7:5, 6:7, 6:4                       |
| 1997    | Ellis Ferreira Patrick Galbraith    | Danny Sapsford Chris Wilkinson      | 4:6, 7:6, 7:6                       |
| 1996    | Mark Petchey Danny Sapsford         | Neil Broad Piet Norval              | 6:7, 7:6, 6:4                       |
| 1995    | Luke Jensen Murphy Jensen           | Patrick Galbraith Danie Visser      | 6:3, 5:7, 6:4                       |

### Gra pojedyncza kobiet
| Rok       | Mistrzyni                                    | Finalistka                                   | Wynik                                                      |
| 2025      | McCartney Kessler                            | Dajana Jastremska                            | 6:4, 7:5                                                   |
| 2024      | Katie Boulter                                | Karolina Pliskova                            | 4:6, 6:3, 6:2                                              |
| 2023      | Katie Boulter                                | Jodie Burrage                                | 6:3, 6:3                                                   |
| 2022      | Beatriz Haddad Maia                          | Alison Riske                                 | 6:4, 1:6, 6:3                                              |
| 2021      | Johanna Konta                                | Zhang Shuai                                  | 6:2, 6:1                                                   |
| 2020      | Turniej anulowano z powodu pandemii COVID-19 | Turniej anulowano z powodu pandemii COVID-19 | Turniej anulowano z powodu pandemii COVID-19               |
| 2019      | Caroline Garcia                              | Donna Vekić                                  | 2:6, 7:6(4), 7:6(4)                                        |
| 2018      | Ashleigh Barty                               | Johanna Konta                                | 6:3, 3:6, 6:4                                              |
| 2017      | Donna Vekić                                  | Johanna Konta                                | 2:6, 7:6(3), 7:5                                           |
| 2016      | Karolína Plíšková                            | Alison Riske                                 | 7:6(8), 7:5                                                |
| 2015      | Ana Konjuh                                   | Monica Niculescu                             | 1:6, 6:4, 6:2                                              |
| 2011–2014 | Rozgrywany jako turniej ITF                  | Rozgrywany jako turniej ITF                  | Rozgrywany jako turniej ITF                                |
| 1974–2010 | Nie rozgrywano                               | Nie rozgrywano                               | Nie rozgrywano                                             |
| 1973      | Billie Jean King                             | Virginia Wade                                | 8:6, 6:4                                                   |
| 1972      | Billie Jean King                             | Evonne Goolagong                             | opady deszczu, King nagrodzona po wynikach z fazy grupowej |
| 1971      | Julie Heldman                                | Barbara Hawcroft                             | 6:4, 7:9, 6:3                                              |

### Gra podwójna kobiet
| Rok       | Mistrzynie                                   | Finalistki                                   | Wynik                                        |
| 2025      | Beatriz Haddad Maia Laura Siegemund          | Anna Danilina Ena Shibahara                  | 6:3, 6:2                                     |
| 2024      | Gabriela Dabrowski Erin Routliffe            | Harriet Dart Diane Parry                     | 5:7, 6:3, 11–8                               |
| 2023      | Ulrikke Eikeri Ingrid Neel                   | Harriet Dart Heather Watson                  | 7:6(6), 5:7, 10–8                            |
| 2022      | Beatriz Haddad Maia Zhang Shuai              | Caroline Dolehide Monica Niculescu           | 7:6(2), 6:3                                  |
| 2021      | Ludmyła Kiczenok Makoto Ninomiya             | Caroline Dolehide Storm Sanders              | 6:4, 6:7(3), 10–8                            |
| 2020      | Turniej anulowano z powodu pandemii COVID-19 | Turniej anulowano z powodu pandemii COVID-19 | Turniej anulowano z powodu pandemii COVID-19 |
| 2019      | Desirae Krawczyk Giuliana Olmos              | Ellen Perez Arina Rodionowa                  | 7:5, 7:6(5)                                  |
| 2018      | Alicja Rosolska Abigail Spears               | Mihaela Buzărnescu Heather Watson            | 6:3, 7:6(5)                                  |
| 2017      | Monique Adamczak Storm Sanders               | Jocelyn Rae Laura Robson                     | 6:4, 4:6, 10–4                               |
| 2016      | Andrea Hlaváčková Peng Shuai                 | Gabriela Dabrowski Yang Zhaoxuan             | 7:5, 3:6, 10–7                               |
| 2015      | Raquel Kops-Jones Abigail Spears             | Jocelyn Rae Anna Smith                       | 3:6, 6:3, 11–9                               |
| 2011–14   | Rozgrywany jako turniej ITF                  | Rozgrywany jako turniej ITF                  | Rozgrywany jako turniej ITF                  |
| 1974–2010 | Nie rozgrywano                               | Nie rozgrywano                               | Nie rozgrywano                               |
| 1973      | Rosie Casals Billie Jean King                | Chris Evert Betty Stöve                      | 6:2, 9:7                                     |
| 1972      | brak danych                                  | brak danych                                  |                                              |
| 1971      | Françoise Durr Julie Heldman                 | Ana María Arias Raquel Giscafré              | 6:0, 6:3                                     |